# Rhinura populonia
Rhinura populonia är en fjärilsart som beskrevs av Druce 1893. Rhinura populonia ingår i släktet Rhinura och familjen mätare. Inga underarter finns listade.